# Gran Premio de Francia de Motociclismo de 2008
El Gran Premio de Francia de Motociclismo de 2008 (oficialmente Alice Grand Prix de France) fue la cuarta prueba del Campeonato del Mundo de Motociclismo de 2008. Tuvo lugar en el fin de semana del 16 al 18 de mayo en el Circuito Bugatti que está ubicado a 5 km de la localidad de Le Mans (Sarthe), en los Países del Loira, Francia.
La carrera de MotoGP fue ganada por Valentino Rossi, seguido de Jorge Lorenzo y Colin Edwards. Alex Debón ganó la prueba de 250cc, por delante de Marco Simoncelli y Mattia Pasini. La carrera de 125cc fue ganada por Mike Di Meglio, Bradley Smith fue segundo y Nicolás Terol tercero.

## Resultados

### Resultados MotoGP
| Pos.    | N.º | Piloto           | Constructor | Vueltas | Tiempo/Retirado | Parrilla | Puntos |
| ------- | --- | ---------------- | ----------- | ------- | --------------- | -------- | ------ |
| 1       | 46  | Valentino Rossi  | Yamaha      | 28      | 44:30.799       | 4        | 25     |
| 2       | 48  | Jorge Lorenzo    | Yamaha      | 28      | +4.997          | 5        | 20     |
| 3       | 5   | Colin Edwards    | Yamaha      | 28      | +6.805          | 2        | 16     |
| 4       | 2   | Dani Pedrosa     | Honda       | 28      | +10.157         | 1        | 13     |
| 5       | 7   | Chris Vermeulen  | Suzuki      | 28      | +21.762         | 8        | 11     |
| 6       | 4   | Andrea Dovizioso | Honda       | 28      | +22.395         | 10       | 10     |
| 7       | 65  | Loris Capirossi  | Suzuki      | 28      | +27.806         | 11       | 9      |
| 8       | 69  | Nicky Hayden     | Honda       | 28      | +27.995         | 6        | 8      |
| 9       | 14  | Randy de Puniet  | Honda       | 28      | +29.344         | 12       | 7      |
| 10      | 56  | Shinya Nakano    | Honda       | 28      | +30.822         | 13       | 6      |
| 11      | 24  | Toni Elías       | Ducati      | 28      | +35.154         | 14       | 5      |
| 12      | 15  | Alex de Angelis  | Honda       | 28      | +36.216         | 15       | 4      |
| 13      | 50  | Sylvain Guintoli | Ducati      | 28      | +52.038         | 16       | 3      |
| 14      | 13  | Anthony West     | Kawasaki    | 28      | +1:29.307       | 18       | 2      |
| 15      | 33  | Marco Melandri   | Ducati      | 27      | +1 vuelta       | 17       | 1      |
| 16      | 1   | Casey Stoner     | Ducati      | 26      | +2 vuelta       | 3        |        |
| Ret     | 21  | John Hopkins     | Kawasaki    | 16      | Retirado        | 9        |        |
| Ret     | 52  | James Toseland   | Yamaha      | 2       | Caída           | 7        |        |
| Fuente: |     |                  |             |         |                 |          |        |

### Resultados 250cc
| Pos.    | N.º | Piloto              | Constructor | Vueltas | Tiempo/Retirado | Parrilla | Puntos |
| ------- | --- | ------------------- | ----------- | ------- | --------------- | -------- | ------ |
| 1       | 6   | Alex Debón          | Aprilia     | 26      | 47:27.406       | 1        | 25     |
| 2       | 58  | Marco Simoncelli    | Gilera      | 26      | +4.816          | 3        | 20     |
| 3       | 75  | Mattia Pasini       | Aprilia     | 26      | +4.998          | 6        | 16     |
| 4       | 72  | Yuki Takahashi      | Honda       | 26      | +5.770          | 12       | 13     |
| 5       | 36  | Mika Kallio         | KTM         | 26      | +6.197          | 5        | 11     |
| 6       | 54  | Manuel Poggiali     | Gilera      | 26      | +6.474          | 8        | 10     |
| 7       | 4   | Hiroshi Aoyama      | KTM         | 26      | +14.909         | 10       | 9      |
| 8       | 60  | Julián Simón        | KTM         | 26      | +17.526         | 7        | 8      |
| 9       | 41  | Aleix Espargaró     | Aprilia     | 26      | +32.925         | 9        | 7      |
| 10      | 55  | Héctor Faubel       | Aprilia     | 26      | +36.719         | 13       | 6      |
| 11      | 12  | Thomas Lüthi        | Aprilia     | 26      | +48.968         | 4        | 5      |
| 12      | 21  | Héctor Barberá      | Aprilia     | 26      | +56.837         | 11       | 4      |
| 13      | 15  | Roberto Locatelli   | Gilera      | 26      | +57.827         | 17       | 3      |
| 14      | 19  | Álvaro Bautista     | Aprilia     | 26      | +1:05.407       | 2        | 2      |
| 15      | 14  | Ratthapark Wilairot | Honda       | 26      | +1:24.336       | 16       | 1      |
| 16      | 25  | Alex Baldolini      | Aprilia     | 26      | +1:24.577       | 21       |        |
| 17      | 90  | Federico Sandi      | Aprilia     | 25      | +1 vuelta       | 20       |        |
| 18      | 10  | Imre Tóth           | Aprilia     | 25      | +1 vuelta       | 22       |        |
| 19      | 7   | Russell Gómez       | Aprilia     | 25      | +1 vuelta       | 23       |        |
| Ret     | 17  | Karel Abraham       | Aprilia     | 24      | Caída           | 19       |        |
| Ret     | 45  | Doni Tata Pradita   | Yamaha      | 24      | Caída           | 24       |        |
| Ret     | 52  | Lukáš Pešek         | Aprilia     | 21      | Retirado        | 15       |        |
| Ret     | 32  | Fabrizio Lai        | Gilera      | 13      | Retirado        | 14       |        |
| Ret     | 50  | Eugene Laverty      | Aprilia     | 11      | Caída           | 18       |        |
| DNQ     | 89  | Ho Wan Chow         | Aprilia     |         | No se clasificó |          |        |
| Fuente: |     |                     |             |         |                 |          |        |

### Resultados 125cc
La carrera se detuvo después de 14 vueltas debido a la lluvia. Se reinicio después con 5 vueltas adicionales, con la Parrilla determinada por el orden de marcha antes de la suspensión. La segunda parte de la carrera determinó el resultado final.
| Pos.    | N.º | Piloto              | Constructor | Vueltas | Tiempo/Retirado | Parrilla | Puntos |
| ------- | --- | ------------------- | ----------- | ------- | --------------- | -------- | ------ |
| 1       | 63  | Mike Di Meglio      | Derbi       | 5       | 10:08.574       | 6        | 25     |
| 2       | 38  | Bradley Smith       | Aprilia     | 5       | +0.800          | 2        | 20     |
| 3       | 18  | Nicolás Terol       | Aprilia     | 5       | +3.077          | 7        | 16     |
| 4       | 44  | Pol Espargaró       | Derbi       | 5       | +10.407         | 10       | 13     |
| 5       | 29  | Andrea Iannone      | Aprilia     | 5       | +11.697         | 18       | 11     |
| 6       | 17  | Stefan Bradl        | Aprilia     | 5       | +11.881         | 3        | 10     |
| 7       | 8   | Lorenzo Zanetti     | KTM         | 5       | +16.372         | 23       | 9      |
| 8       | 6   | Joan Olivé          | Derbi       | 5       | +16.545         | 11       | 8      |
| 9       | 35  | Raffaele De Rosa    | KTM         | 5       | +19.163         | 17       | 7      |
| 10      | 34  | Randy Krummenacher  | KTM         | 5       | +22.391         | 30       | 6      |
| 11      | 11  | Sandro Cortese      | Aprilia     | 5       | +22.847         | 5        | 5      |
| 12      | 30  | Pere Tutusaus       | Aprilia     | 5       | +23.195         | 29       | 4      |
| 13      | 24  | Simone Corsi        | Aprilia     | 5       | +23.553         | 4        | 3      |
| 14      | 1   | Gábor Talmácsi      | Aprilia     | 5       | +23.695         | 8        | 2      |
| 15      | 5   | Alexis Masbou       | Loncin      | 5       | +24.240         | 19       | 1      |
| 16      | 73  | Takaaki Nakagami    | Aprilia     | 5       | +26.196         | 22       |        |
| 17      | 12  | Esteve Rabat        | KTM         | 5       | +26.411         | 9        |        |
| 18      | 19  | Roberto Lacalendola | Aprilia     | 5       | +26.895         | 36       |        |
| 19      | 69  | Louis Rossi         | Honda       | 5       | +27.446         | 34       |        |
| 20      | 33  | Sergio Gadea        | Aprilia     | 5       | +31.829         | 1        |        |
| 21      | 99  | Danny Webb          | Aprilia     | 5       | +34.810         | 15       |        |
| 22      | 95  | Robert Mureșan      | Aprilia     | 5       | +35.190         | 28       |        |
| 23      | 77  | Dominique Aegerter  | Derbi       | 5       | +47.840         | 27       |        |
| Ret     | 60  | Michael Ranseder    | Aprilia     | 4       | Retirado        | 16       |        |
| Ret     | 21  | Robin Lässer        | Aprilia     | 2       | Caída           | 33       |        |
| Ret     | 52  | Steven Le Coquen    | Honda       | 1       | Caída           | 31       |        |
| Ret     | 61  | Gioele Pellino      | Loncin      | 1       | Caída           | 35       |        |
| Ret     | 27  | Stefano Bianco      | Aprilia     | 0       | Caída           | 21       |        |
| Ret     | 41  | Tobias Siegert      | Aprilia     | 0       | No clasificado  | 37       |        |
| Ret     | 22  | Pablo Nieto         | KTM         | 0       | No clasificado  | 25       |        |
| Ret     | 36  | Cyril Carrillo      | Honda       | 0       | No clasificado  | 32       |        |
| Ret     | 51  | Stevie Bonsey       | Aprilia     | 0       | No clasificado  | 13       |        |
| Ret     | 7   | Efrén Vázquez       | Aprilia     | 0       | No clasificado  | 24       |        |
| Ret     | 93  | Marc Márquez        | KTM         | 0       | No clasificado  | 20       |        |
| Ret     | 71  | Tomoyoshi Koyama    | KTM         | 0       | No clasificado  | 14       |        |
| Ret     | 45  | Scott Redding       | Aprilia     | 0       | No clasificado  | 12       |        |
| Ret     | 56  | Hugo van den Berg   | Aprilia     | 0       | No clasificado  | 26       |        |
| DNS     | 53  | Valentin Debise     | KTM         |         | No participó    |          |        |
| Fuente: |     |                     |             |         |                 |          |        |